# Chicago Grand Prix 1974
Il Chicago Grand Prix 1974 è stato un torneo di tennis giocato sul sintetico indoor. È stata la 1ª edizione del Chicago Grand Prix, che fa parte del Commercial Union Assurance Grand Prix 1974. Si è giocato a Chicago negli USA, dal 15 al 22 luglio 1974.

## Campioni

### Singolare
Stan Smith ha battuto in finale  Marty Riessen con il punteggio di 3–6 6–1 6–4

### Doppio
Tom Gorman /  Marty Riessen hanno battuto in finale  Brian Gottfried /  Raúl Ramírez con il punteggio di 4–6, 6–3, 7–5